# クォート
クォート（英語: quart）（単位記号：qt）は、ヤード・ポンド法における体積の計量単位である。液量にも乾量にも用いられる。
1クォートは2パイント、4クォートが1ガロン、8クォートが1ペックである。quartという言葉はquarterと同語源で「4分の1」という意味であり、ガロンの4分の1であることによる名称である。
他の体積の単位と同様、液量と乾量、アメリカとイギリス・カナダでその値が異なる（イギリス・カナダでは液量と乾量の単位を統一している）が、おおむね1リットルである。
- 1 クォート（米液量 US liquid quart） = 正確に 0.946352946 リットル
  - = 32 液量オンス = 0.25 米国液量ガロン

- 1 クォート（米乾量 US dry quart） = 正確に 1.101220942715 リットル
  - = 1/32 ブッシェル
  - = 正確に 67.200 625 立方インチ

- 1 クォート（英） = 1.1365225 リットル
  - = 40 液量オンス

イギリスでの1クォートは、1995年のThe Units of Measurement Regulationsによって正確に1.1365225リットルと定められている。

## 日本での使用の禁止
日本においては、輸出入や航空関係の限られた分野でのみ、ヤード・ポンド法によるいくつかの計量単位を、当分の間、取引・証明に用いることができる。この場合、体積の単位として使用することができる単位は、立方ヤード、立方インチ、立方フィート、米液用オンス、英液用オンス、ガロンに限られる。したがって、クォートは如何なる場合でも使用することができない（ヤード・ポンド法#計量法で認められている計量単位）。
沖縄県においては、牛乳などの紙パック入り飲料は、クォートの体積に基づいた、946 mL（1クォートに由来）や 473 mL（0.5クォートに由来）が一般的である（他地域での500 mLや1000 mLに相当）。これはアメリカ合衆国による沖縄統治の影響である。